# Григоренко Петро Григорович
Петро́ Григо́рович Григоре́нко (16 жовтня 1907, Борисівка, Бердянський повіт, Таврійська губернія, Російська імперія — 21 лютого 1987, Нью-Йорк, США) — український радянський правозахисник, дисидент та генерал-майор. Член-засновник Московської та Української Гельсінської спілки. Виступав на захист кримських татар та інших депортованих народів. У 1964 році за легальну правозахисну діяльність розжалуваний у рядові та позбавлений усіх державних відзнак. Перебував у радянських тюрмах, таборах. З 1977 року проживав у США. Помер у Нью-Йорку, похований на українському цвинтарі у Саут-Баунд-Бруці в штаті Нью-Джерсі.

## Життєпис

### Ранні роки та початок навчання
Петро Григорович Григоренко народився в селі Борисівці Приморського району (тепер село Приморської міської громади Бердянського району) Запорізької області в селянській сім'ї. Працював слюсарем, кочегаром, зчіплювачем вагонів, помічником машиніста паровоза в залізничному депо в Юзівці. Працював політруком у трудовій школі та в дитмістечку для неповнолітніх правопорушників.
У 1922 році був одним з організаторів комсомольського осередку у своєму селі, у 1929—1931 роках — членом Центрального комітету ЛКСМУ. Від 1927 року — член Комуністичної партії.
У 1929 році закінчив робітфак. У 1929—1931 роках навчався на інженерно-будівельному факультеті Харківського технологічного інституту.

### Військова кар'єра
Закінчив Московську військово-технічну академію (1931—1934 рр.). У 1934—1937 рр. — у Білоруському військовому окрузі, у 1936—1937 роках — командир 52-го окремого інженерного батальйону Мінського укріпрайону. У 1937—1939 роках був слухачем Академії Генерального штабу.
У 1938 році домігся прийому у генерального прокурора А. Я. Вишинського, на якому розповів про зловживання представників органів НКВС у Запоріжжі — інформацію йому надав брат Іван, якого було заарештовано за політичними звинуваченнями, але потім звільнено. Після цієї розмови низку організаторів репресій у Запоріжжі самих було заарештовано. Пізніше Григоренко писав:
Тільки через багато років я зрозумів, що справа кінчилася, на моє повне задоволення, тільки завдяки тому, що моя заява за часом збіглася зі зміною верховної влади в НКВС. Це вже діяла берієвська мітла. І мела вона в першу чергу тих, хто «нечисто» працював, хто допустив розголошення внутрішніх таємниць НКВС. Я не розумів також того, що сам ходив в цей час по вістрю ножа.
Служив у Червоній армії на Далекому Сході, учасник боїв на річці Халхин-Гол (1939 рік). Був поранений під час мінометного обстрілу.
Напередодні німецько-радянської війни був офіцером у штабі 1-ї Окремої Червонопрапорної Далекосхідної армії (з 1940 року — Далекосхідного фронту).
Німецько-радянську війну зустрів на Далекому Сході, командував 18-ю окремою стрілецькою бригадою.
З грудня 1943 року був заступником начальника штабу 10-ї гвардійської армії (2-й Прибалтійський фронт). У лютому 1944 року був важко поранений і вирушив на лікування. З серпня 1944 року був начальником штабу 8-ї стрілецької дивізії Четвертого Українського фронту. Брав участь у боях у Карпатах. У лютому 1945 року отримав звання полковника.
Нагороджений орденом Леніна, двома орденами Червоного Прапора, орденом Червоної Зірки, орденом Вітчизняної війни й шістьма медалями.
У 1945—1961 роках — викладач Військової академії імені Фрунзе (Москва). Від 1948 року — кандидат військових наук. Від 1959 року — начальник кафедри оперативно-тактичної підготовки, генерал-майор. Автор 83 робіт із військової історії, теорії та кібернетики. У серпні 1961 року захистив докторську дисертацію.

### Початок дисидентської діяльності
Після XX з'їзду КПРС прийшов до висновку про невідповідність радянської системи ідеалам ленінізму. 7 вересня 1961 року виступив на партійній конференції Ленінського району м. Москви. У виступі закликав підсилити демократизацію виборів і широку змінюваність, відповідальність перед виборцями; вилучити всі умови, які породжують порушення ленінських принципів і норм, зокрема, високі оклади та незмінюваність. На вимогу присутніх на конференції представників ЦК КПРС був позбавлений депутатського мандата «за політичну незрілість». Був усунутий від викладання в академії, отримав сувору догану по партійній лінії та в січні 1962 року був переведений у Далекосхідний військовий округ. Обіймав посаду начальника оперативного відділу штабу армії, що дислокувався в Уссурійську.
Знаходячись у відпустці в Москві восени 1963 року, організував підпільну «Спілку боротьби за відродження ленінізму». До неї ввійшли сини Григоренка та декілька їхніх друзів — студентів та офіцерів. Склав сім листівок, у яких ішлося про бюрократичне переродження держави, каральну політику стосовно учасників заворушень у Новочеркаську, Темиртау і Тбілісі, причини продовольчої кризи в СРСР. Листівки були розтиражовані (тиражем до 100 примірників) та поширені в Москві, Владимирі, Калузі, а також у військових частинах Ленінградського і Середньоазіатського округів.

### Перший арешт
КДБ затримав Григоренка 1 лютого 1964 року в аеропорту Хабаровська та доправив до Москви, де Григоренко поміщений у внутрішню в'язницю КДБ. На першому допиті відхилив пропозицію голови КДБ В. Семичастного «покаятися» та уникнути арешту й суду. Йому інкримінували «виготовлення рукописного тексту листівки антирадянського змісту». На допиті заявив, що вважає листівки не антирадянськими, а антиурядовими. Був звинувачений за ст. 70 КК РРФСР та направлений на судово-психіатричну експертизу в Інститут імені В. П. Сербського. 19 квітня 1964 року судово-психіатрична експертиза визнала його неосудним із діагнозом: «Параноїдальний розвиток особистості, що виник в особистості з психопатичними рисами характеру». Інші члени «Спілки боротьби за відродження ленінізму» були визнані «такими, що потрапили під вплив душевнохворого» і піддалися позасудовим переслідуванням.
Ухвалою Військової колегії Верховного Суду СРСР 17 липня 1964 р. був направлений на примусове лікування в Ленінградську спеціальну психіатричну лікарню.
Постановою Ради Міністрів СРСР від 29 серпня 1964 року розжалуваний у рядові, позбавлений нагород та пенсії.
Після усунення від посади М. С. Хрущова 22 квітня 1965 року був звільнений із лікарні як такий, що одужав. Після цього працював сторожем, екскурсоводом, вантажником у магазинах, майстром у будівельному управлінні.

### Початок правозахисної діяльності
Навесні 1966 року О. Добровольський, з яким Григоренко познайомився під час ув'язнення у психіатричній лікарні, познайомив його з В. К. Буковським, який увів його в коло московських дисидентів. Григоренко почав читати самвидав. Дізнавшись про репресії народів СРСР за часів Сталіна, активно включився в боротьбу кримських татар за повернення на історичну батьківщину.
Восени 1967 року написав памфлет «Приховування історичної правди — злочин перед народом!», у якому детально проаналізував причини поразок Червоної армії в початковий період війни й вказав на безпосередніх винуватців — Сталіна і його воєначальників. Памфлет був поширений у самвидаві.
У 1967—1968 роках був одним з організаторів і активним учасником петиційної кампанії на захист підсудних на процесі Гінзбурга — Галанскова. Також виступав на захист А. Т. Марченка, Ірини Бєлогородської та інших дисидентів.
Разом із письменником Олексієм Костеріним адресував Консультативній нараді комуністичних і робітничих партій у Будапешті (лютий 1968 року) заяву, в якій вони просили надати їм можливість виступити. Не отримавши відповіді, вони написали звернення до комуністів СРСР та інших країн, у якому йшлося про сталінізм як «смертельну для комунізму хворобу».
Підтримав «Празьку весну». Був одним з авторів відкритого листа «До членів Комуністичної партії Чехословаччини, до всього чехословацького народу», в якому віталися зміни в цій країні. Написав листа А. Дубчеку з порадами щодо оборони країни у випадку радянської інтервенції, передав його в посольство Чехословаччини в Москві. Виступив на захист учасників «демонстрації сімох», закликав домагатися виводу радянських військ із Чехословаччини.
Брав активну участь у русі кримських татар за повернення в Крим. 17 травня 1968 року був присутній на демонстрації кримських татар перед будинком ЦК КПРС у Москві та зажадав, щоб його затримали разом з учасниками акції.
Влітку 1968 року збирав дані про порушення прав кримських татар, які намагалися повернутися в Крим із місць заслання. Підготував інформацію про це для західних ЗМІ.
Був організатором жалобного мітингу на похороні Костеріна, що став одним із перших опозиційних маніфестацій у Москві, та виголосив там промову. Упорядкував збірник «Памяти А. Е. Костерина», що вийшов у самвидаві в листопаді 1968 року. Написав коментар, спрямований проти фальсифікації радянськими слідчими органами даних про втрати кримськотатарського народу після депортації.

Виступаючи на мітингу в Сімферополі до 100-ліття від дня народження Григоренка Мустафа Джемілєв сказав:
«Завдяки Петру Григоренку радянській владі не вдалося створити міжнаціональну напругу між кримськими татарами та українцями. Хоча кримських татар, які поверталися, викидала з Криму і зносила бульдозерами будинки саме влада України, кримські татари чітко бачили межу між чиновниками, що вислужувалися перед Кремлем, і справжніми представниками цього народу».
Наприкінці 1968 р. написав працю «Про спеціальні психіатричні лікарні (дурдоми)». Вона увійшла до книжки Н. Є. Горбаневської «Полудень».
19 листопада 1968 року в московській квартирі Григоренка був проведений обшук, під час якого вилучили весь архів.

### Другий арешт
Навесні 1969 року на прохання кримських татар та попри погрози КДБ, вилетів у Ташкент, щоб взяти участь у суді над учасниками Чирчикських подій у ролі їхнього громадського захисника.
7 травня 1969 року був заарештований у Ташкенті та поміщений до слідчого ізолятора КДБ Узбекистану. Йому було пред'явлене обвинувачення за ст. 70 ч. 1 КК РРФСР. З 13 до 28 червня голодував на знак протесту проти незаконного арешту. Григоренка піддали примусовому годуванню, побиттю і знущанням. Спромігся передати на волю свій тюремний щоденник — згодом він був опублікований у «Хронике текущих событий».
Судово-психіатрична експертиза, проведена у Ташкенті, визнала його осудним. Оскільки це не влаштовувало владу, у жовтні 1969 року був етапований до Москви. Експертиза, проведена в інституті імені В. П. Сербського, визнала результати попередньої експертизи помилковими. 4 грудня 1969 року знову був переведений у Ташкент. 27 лютого 1970 року ухвалою Ташкентського міського суду був спрямований на примусове лікування в Черняховську спеціалізовану психіатричну лікарню (Калінінградська область РРФСР).
Після арешту Григоренка в СРСР і за кордоном почалася кампанія за його звільнення. Кримські татари пікетували Ташкентську в'язницю, вимагали його звільнення під час демонстрації 6 червня 1969 року на площі Маяковського. Під зверненнями на захист Григоренка були зібрані сотні підписів. У самвидаві розповсюдилися дві праці, присвячені Григоренку — «Світло у віконці» Анатолія Левітіна (Краснова) і «До арешту генерала Григоренка» Бориса Цукермана.
6 жовтня 1969 року у магазині ГУМ (Москва) два скандинавських студенти прикували себе до огорожі та розкидали листівки на захист Григоренка. У січні 1970 року у Москві та Ленінграді пройшли подібні акції італійських, норвезьких і бельгійських правозахисників. На захист Григоренка виступив академік А. Д. Сахаров — з цього виступу розпочалася його правозахисника діяльність.
У самвидаві була поширена анонімна «Психіатрична заочна експертиза у справі Григоренка». Згодом відповідальність за неї узяв на себе Семен Глузман. У 1971 році Буковський передав на Захід історії хвороб кількох дисидентів, визнаних неосудними, серед них — Григоренка. У 1973 році на Заході вийшов збірник публіцистичних праць Григоренка «Думки душевнохворого», куди увійшли його тюремні щоденники. Того ж року за цією книгою в Англії був знятий фільм.
Під тиском міжнародної медичної громадськості, Григоренко 19 вересня 1973 року був переведений у психіатричну лікарню загального типу в Підмосков'ї. Напередодні візиту президента США Р. Ніксона в СРСР, 24 червня 1974 року. Московський міський суд виніс ухвалу про припинення примусового лікування. За декілька днів Григоренко був звільнений.

### Правозахисна діяльність після другого ув'язнення
Після звільнення з ув'язнення продовжив правозахисну діяльність. Виступав на захист Мустафи Джемілєва. Підписав колективну заяву проти цькування А. Д. Сахарова в радянській пресі після присудження йому Нобелівської премії Миру. Підписав відкрите звернення до XXV з'їзду КПРС із закликом до загальної політичної амністії в СРСР та країнах Східної Європи. Влітку 1977 року підписав листа до Політбюро ЦК КПРС із критикою проекту Конституції СРСР.
У травні 1976 року став членом-засновником Московської Гельсінської групи, був одним з ініціаторів створення при МГГ Робочої комісії з розслідування використання психіатрії в політичних цілях.
У серпні 1976 року приїздив у Київ до М. Д. Руденка. Був ініціатором і брав участь у створенні 9 листопада 1976 року в Києві Української Гельсінської групи.
Виступав на захист заарештованих членів Гельсінського руху О. І. Гінзбурга, Ю. Ф. Орлова, Анатолія Щаранського, Володимира Сліпака, М. Д. Руденка, О. І. Тихого, Звіада Гамсахурдіа. Продовжував боротьбу за відновлення прав кримських татар.
5 грудня 1976 року брав участь у правозахисній демонстрації на Пушкінській площі в Москві, виголосив там промову.
У листопаді 1977 року отримав дозвіл на поїздку до США для лікування і 30 листопада виїхав з СРСР. Президія Верховної Ради СРСР від 13 лютого 1978 року позбавила його радянського громадянства «за дії, що ганьблять звання громадянина СРСР». Дізнавшись про це, Григоренко дав у Нью-Йорку пресконференцію, де заявив, що це — найсумніший день у його житті.

У 1978 році на його прохання був підданий психіатричній експертизі у США. За висновками експертизи, в Григоренка не було виявлено ознак психічного захворювання:
«Всі риси його особистості радянськими діагностами були деформовані. Там, де вони знаходили нав'язливі ідеї, ми побачили стійкість. Де вони бачили марення — ми виявили здоровий глузд. Де вони вбачали нерозсудливість — ми знайшли ясну послідовність. І там, де вони діагностували патологію, — ми зустріли щиросердечне здоров'я».
Продовжував брати участь у правозахисній діяльності. Був закордонним представником УГГ, виступав на Сахаровських слуханнях у 1979 р. у Вашингтоні. Став членом української громади у США, православним вірянином. Виступав у різних країнах Європи, закликаючи до підтримки радянських дисидентів. Разом з Надією Світличною видавав українською та англійською «Вісник репресій в Україні», інформацію з якого також поширювало зокрема Радіо Свобода. Під час зустрічі із президентом США Рональдом Рейганом Григоренко особисто розповів йому про репресії та переслідування інакодумців в СРСР.
У листопаді 1991 року медична комісія, створена з ініціативи Головної військової прокуратури СРСР, провела посмертну психіатричну експертизу Григоренка і визнала його здоровим.
Помер у Нью-Йорку, похований на українському цвинтарі у Саут-Баунд-Бруці біля Нью-Йорку.

## Родина
У першому шлюбі мав кількох синів, у другому шлюбі мав сина Андрія, який також став правозахисником.

## Вшанування пам'яті
1997 року Президент України Леонід Кучма видав Указ про (посмертне) нагородження генерала Петра Григоренка орденом «За мужність» І ступеня. Цим указом його також визнано політв'язнем, скасовано неправдивий діагноз «психопатія», поставлений радянською каральною психіатрією, а також поновлено його генеральське звання, усі регалії та нагороди.
У Львові на честь Петра Григоренка назвали площу, а в Києві та Харкові — проспекти. Також вулиці Петра Григоренка існують у Вінниці, Дніпрі, Запоріжжі, Херсоні. У Сімферополі також є вулиця Петра Григоренка.
У 1999 році, за ініціативи Меджлісу кримськотатарського народу та за сприяння Народного Руху України, у місті Сімферополі на площі Радянській було відкрито пам'ятник Петру Григоренку. Однак у травні 2024 року пам'ятник було знесено російськими окупантами.

## Нагороди
- Орден «За мужність» I ступеня (посмертно) (17 жовтня 1997) — за мужність і самопожертву, виявлені при відстоюванні прав людини, активну участь у правозахисному русі[22].

## Творчий спадок
Автор спогадів «В підпіллі можна зустріти тільки щурів», що вийшли французькою, англійською, російською та українською мовами.
- Мысли сумасшедшего: Избранные письма и выступления Петра Григорьевича Григоренко. — Амстердам: Фонд имени Герцена, 1973. — 333 с.(рос.)
- Сборник статей. — Нью-Йорк: Хроника, 1977. — 121 с. (рос.)
- В подполье можно встретить только крыс…  — Нью-Йорк: Детинец, 1981 (переиздание: М.: Звенья, 1997).(рос.)
- Генерал Петро Григоренко: Спогади, статті, матеріали / Упоряд. та передм. О. Обертаса. — К.: Смолоскип, 2008. — 832 с.
- Григоренко П. Спогади. — К.: Україна, 2007. — 664 с.

У спогадах писав про себе:
Я прожив довге і складне життя, пережив часи смутні, бурхливі і страхітливі, заглядав смерті в очі. Був свідком руйнувань і пробудження; стрічався я з безліччю людей, дошукувався, захоплювався, помилявся і прозрівав, жив серед людей і для людей, покладався на їхню допомогу, послуговувався їхніми добрими порадами й повчаннями, багато з яких дуже позначилися на моєму житті, вплинули на формування його. І ця книга переважно про них, цих людей.